# Nantes International
Die Nantes International  sind offene internationale Meisterschaften von Frankreich im Badminton. Sie wurden erstmals 2022 ausgetragen. Die Titelkämpfe gehören dem BE Circuit an.

## Die Sieger
| Saison | Herreneinzel        | Dameneinzel           | Herrendoppel                    | Damendoppel                     | Mixed                               |
| ------ | ------------------- | --------------------- | ------------------------------- | ------------------------------- | ----------------------------------- |
| 2022   | Mads Christophersen | Hsu Wen-chi           | Su Ching-heng Ye Hong-wei       | Julie Finne-Ipsen Mai Surrow    | Amri Syahnawi Winny Oktavina Kandow |
| 2023   | Arnaud Merklé       | Komang Ayu Cahya Dewi | Junaidi Arif Yap Roy King       | Tanisha Crasto Ashwini Ponnappa | Mads Vestergaard Christine Busch    |
| 2024   | Alex Lanier         | Line Christophersen   | Andreas Søndergaard Jesper Toft | Chloe Birch Estelle van Leeuwen | Jesper Toft Amalie Magelund         |